# 福岡県立新宮高等学校
福岡県立新宮高等学校（ふくおかけんりつしんぐうこうとうがっこう,英語: Fukuoka Prefectural Shingu High School）は、福岡県糟屋郡新宮町緑ヶ浜一丁目に所在する県立高等学校。普通科および理数科を設置している。略称は「新宮」。

## 沿革
- 1975年（昭和50年）11月1日-福岡県教育庁内に第5学区新設高等学校設立準備室を設置。
- 1976年（昭和51年）
  - 1月1日 - 福岡県立新宮高等学校（全日制課程・普通科定員270名）の設置が公布される。
  - 1月12日 - 福岡県立新宮高等学校内に設立事務室を移転。
  - 2月17日 - 第1期工事（普通教室22室、特別教室4教科室、体育館）が完成。
  - 3月11日 - 校歌を制定。
  - 3月20日 - 校章を制定。
  - 3月31日 - 校門、外柵、校旗が完成。
  - 4月5日 - 開校式および第1回入学式（6学級）を挙行。
  - 5月31日 - 香椎宮にて校旗入魂式を挙行。
  - 6月19日 - 父母教師会設立総会を開催。
- 1977年（昭和52年）3月31日 - 第2期工事（特別教室棟）が完成。
- 1978年（昭和53年）
  - 3月27日 - 第3期工事（管理棟、普通教室2室、部室）が完成。
  - 12月27日 - 武道場および食堂が完成。
- 1979年（昭和54年）3月1日 - 第1回卒業式を挙行。
- 1980年 （昭和55年）5月28日 - プールが完成。
- 1989年（平成元年）11月22日 - 理数科（定員43名）の設置が公布される。
- 1990年（平成2年）4月1日 - 理数科1学級設置[1]。
- 1994年（平成6年）
  - 2月28日 - 正門改修工事が竣工。
  - 3月25日 - 弓道場完成。
- 1995年（平成7年）3月31日 - コモンホール完成。
- 2004年（平成16年）
  - 3月5日 - 体育館屋根改修工事が竣工。
  - 12月1日 - 食堂をリニューアル。
- 2005年（平成17年）
  - 2月25日 - 体育館照明機器工事が竣工。
  - 3月11日 - プール濾過器改修（機械設備）工事が竣工。
  - 3月23日 - グラウンド設備工事が竣工。
- 2009年（平成21年）3月27日 - 管理棟、普通教室棟、特別教室棟、体育館の大規模改修（耐震補強）工事が竣工。
- 2010年（平成22年）
  - 7月14日 - 新宮総合大学を開始。
  - 11月2日 - 1年次生によるフィールドワークを開始。
- 2011年（平成23年）6月30日 - グラウンドの大規模改修工事が竣工。
- 2015年（平成27年）3月26日 - 短期海外研修を開始。
- 2016年（平成28年）1月19日 - 海外修学旅行を実施（マレーシア・シンガポール）。
- 2017年（平成29年）5月26日 - プール棟の大規模改修工事が竣工。
- 2019年（平成31年）3月29日 - エレベーター棟の増築、エレベーター設置およびスロープ設置工事、第1期便所（西・体育館）改修、防火シャッター改修工事が竣工。
- 2019年（令和元年）9月30日 - 第2期便所（管理棟・東）改修工事が竣工。
- 2020年（令和2年）4月1日 - 普通教室棟へのプロジェクター設置工事が竣工。

## 学科
全日制課程に以下の2学科が設置されている。
- 普通科

1年次は文理共通のカリキュラムを履修し、2年次から文系・理系に分かれる。3年次では以下の4コースに分かれ、進路希望に応じた学習が行われる。
- - 理系（数学Bまで）
  - 理系（数学Ⅲまで）
  - 文系 I類型（私立大学文系志望向け）
  - 文系 II類型（国公立大学文系志望向け）

また、2・3年次には「習熟クラス」と呼ばれる成績上位者による選抜クラスが設けられ、希望制・成績順により編成されている。
- 理数科[1]

福岡県の公立高校で初めて、1990年（平成2年）に設置された学科。理数教育を通じて科学的探究力・表現力・プレゼンテーション能力の育成を目指しており、普通科とは異なる独自の教育活動が展開されている。大学との連携セミナー、課題研究、2泊3日の理数科研修旅行、少人数制授業などが特色である。課題研究では、班ごとに設定したテーマについて1年間かけて調査・分析・発表を行い、校内外での発表会にも参加する。
連携先としては、九州大学大学院農学研究院・工学研究院、九州工業大学、福岡工業大学、福岡教育大学などがある。

## 教育方針

### 校訓
- 畏敬
- 誠実
- 創造

## 学校行事
年間を通じてさまざまな行事が行われており、中でも新緑祭（文化祭）・体育祭・歩こう祭の三つは「三大行事」とされている。
- 新緑祭（文化祭）  毎年5月下旬に実施される文化祭。午前は体育館での全体行事として書道パフォーマンス、1年生の合唱コンクール、2年生のスピーチ、モザイクアート発表、吹奏楽部の演奏などが行われる。午後には文化部やクラスによる作品展示、飲食バザー、有志によるステージ発表などが一般公開され、多くの来場者でにぎわう。
- 体育祭  9月上旬の土曜日に開催される全校行事で、赤・青・黄の3ブロックに分かれて競い合う。応援団・チア・パネルによる応援合戦のほか、リレーなど伝統的かつ多彩な種目が実施される。生徒たちは数ヶ月かけて準備を行い、大型のバックボード（例：龍・虎など）を背景にした演技も披露される。
- 歩こう祭  創立時より続く伝統行事。1月下旬に実施され、学校から志賀島入口までの往復約34kmを5～7人の班で歩く。生徒は朝8時に出発し、6～8時間かけて完歩を目指す。道中では同窓会・保護者からの差し入れや、ゴール後の手作りの豚汁の提供があり、達成感を得られる行事となっている。
- 新宮総合大学  各分野の専門家や大学教員を招き、生徒が希望する分野の模擬授業を受ける特別講座。例年20以上の大学から講師が参加し、生徒の進路意識を高めることを目的としている。
- 修学旅行（2年次）  例年11月下旬に実施され、近年は海外を行き先とすることが多い。
- 芸術鑑賞会  11月に開催。演劇・音楽などの芸術に触れる機会が設けられる。

## 生徒会活動・部活動など

### 生徒会活動
- 生徒総会
  - 生徒会執行部（会長、副会長、書記長、会計）
    - 総務委員会
    - HR会

  - 各種委員会
    - 風紀委員会
    - 文化委員会
    - 体育委員会
    - 図書委員会
    - 保健委員会
    - 広報委員会
    - 美化委員会

  - 特別委員会
    - 選挙管理委員会
    - 会計監査委員会

- 生徒会外に設置されている委員会
  - H.R企画委員会
  - 家庭クラブ（1、2年）
  - 卒業アルバム委員会（3年）

### 部活動
運動部
- 野球
- サッカー
- 陸上競技
- 水泳
- ラグビー
- 男女ソフトテニス
- 男女ハンドボール
- 男女バスケットボール
- 男女バレーボール
- 剣道
- 弓道
- 卓球
- 総合運動文化

文化部
- ダンス
- 放送
- 吹奏楽
- 茶道
- 科学
- 書道
- 美術
- 新聞

同好会
- ESS
- 料理
- クイズ研究
- クリエーション・アート

（2025年現在）

## 通学手段など
生徒の主な通学手段
- 自転車（許可制）
- バイク通学禁止（免許取得禁止）
- 鉄道: 西鉄貝塚線、JR鹿児島本線
- 最寄り鉄道駅など
  - 西鉄新宮駅より徒歩約12分
  - 新宮中央駅より徒歩約9分
  - 西鉄バス「福岡特別支援学校前」停留所より徒歩約4分

## 著名な出身者
- ミハラ・ヤスヒロ（シューズデザイナー）13期生
- 村井範子・なかじままり (ものまねタレント・女優) 2期生
- 佐藤寛太 (俳優、劇団EXILEメンバー)
- 吉野舞祐（女子ラグビー選手）